# Semiothisa determinataria
Semiothisa determinataria är en fjärilsart som beskrevs av Walker 1863. Semiothisa determinataria ingår i släktet Semiothisa och familjen mätare. Inga underarter finns listade i Catalogue of Life.